# SN 2009lp
SN 2009lp – supernowa typu Ia odkryta 17 listopada 2009 roku w galaktyce A103728-2739. W momencie odkrycia miała maksymalną jasność 16,50m.